# Мерзляков, Иван Петрович
Ива́н Петро́вич Мерзляко́в (12 апреля 1900, д. Подволоки, Оханский район, Пермская область — 16 декабря 1975, Пермь) — советский учёный-физик, заведующий физическим отделением (1932), декан физико-математического факультета (1942—1944), проректор по заочному обучению (1944—1948, 1955—1963) Пермского университета.

## Биография
Родился в семье крестьянина-учителя.
В 1918 г. окончил реальное училище и начал работу в Отделе народного образования. Был заведующим школой с. Посад Оханского района.
В 1919—1920 — писарь и политинформатор в войсковой части.
С 1921 по 1925 г. — студент только что созданного педагогического факультета Пермского университета (крупнейшего из факультетов университета). Будучи студентом, c 1923 г. начал преподавание физики на рабфаке.
В 1925 г. состоялся первый выпуск педагогического факультета. Физико-математическое отделение закончили 9 математиков, в том числе И. П. Мерзляков, который остался на кафедре физики (проработав там до 1930 г.).
С 1930 г. — ассистент по кафедре физики в Пермском сельхозинституте, где преподавал физику и метеорологию. Одновременно по совместительству был заведующим учебной частью сельхозрабфака и членом методической комиссии по разработке программ и планов в Наркомземе РСФСР.
В 1931—1932 гг. — ассистент, доцент, заведующий кафедрой физики Молочно-овощного института.
С 1 октября 1931 г. зачислен преподавателем по курсу физики Пермского индустриально-педагогического института.
В 1932 г. вернулся в Пермский университет, работая в должности ассистента, затем — старшего преподавателя физического отделения.
Одновременно в 1932—1933 — заведующий физическим отделением университета.
В 1937—1941 гг. — помощник декана физико-математического факультета по заочному обучению.
В 1942—1944 — декан физико-математического факультета Пермского университета.
С 1944 по 1948 г. — проректор университета по заочному обучению (до его временного закрытия в связи с передачей заочного отделения Пермскому пединституту).
С 1955 по 1963 г. — вновь проректор университета по заочному обучению (после его восстановления).
В мае 1960 г. по решению партбюро университета была создана методическая комиссия по заочному обучению во главе с проректором И. П. Мерзляковым.
С апреля 1963 по май 1964 г. — зам. декана физического факультета Пермского университета.
В сентябре 1964 он уходит на пенсию с кафедры общей физики.
В Перми до самой смерти жил в знаменитом Доме учёных (Компрос, 49). Похоронен на Южном кладбище.

## Научная, административная и учебная деятельность
Став в 1932 году заведующим физического отделения, И. П. Мерзляков выступил в качестве организатора возрождаемого в то время в университете физико-математического направления в целом и физического направления в частности, став одним из основателей физического факультета Пермского университета.
Он привез из Москвы приборы, участвовал в создании рентгеновского кабинета; а также слесарной и столярной мастерских, где студенты (бывшие производственники) изготовляли необходимое лабораторное оборудование, активно занимался учебно-методической работой.
На протяжении ряда лет совместно с А. Г. Силиным (биологом) он исследовал физико-химические свойства болотных почв.
В военное и послевоенное время по заданию Камгэсстроя он исследовал температуру замерзания грунтовых вод в зависимости от минерализации; измерял теплопроводность и температуропроводность осадочных пород площадки Камской ГЭС, также развернул работы по контракции цемента и динамике сыпучих тел. Во время войны он также работал по заданию Наркомугля.
И. П. Мерзляков был хорошим организатором и наставником, пользовался большим авторитетом у студентов и сотрудников.
Под его руководством (а также под руководством И. Г. Шапошникова) в 1941—1944 физико-математический факультет пережил тяжелейшие годы Великой Отечественной войны.
Он сыграл большую роль в организации и развитии заочного отделения в университете.

Активную роль в организации и развитии заочного отделения играл один из старейших работников университета И. П. Мерзляков — отличный организатор, чуткий наставник, столь необходимый людям, избравшим нелегкий путь получения высшего образования без отрыва от производства.

И. П. Мерзляков настойчиво добивался перестройки работы преподавателей с учетом особенностей заочного отделения. На страницах газеты «Пермский университет» он справедливо критиковал кафедры и факультеты за то, что «вопросы методики заочного образования не находятся в центре» их внимания.

## Награды
- Орден «Знак Почёта».
- Медаль «За доблестный труд в Великой Отечественной войне 1941—1945 гг.».